# Паневропейски транспортен коридор 7
Паневропейски транспортен коридор VII е един от десетте паневропейски транспортни коридори, който свързва Северно море с Черно море чрез речния канал Рейн – Майн – Дунав. Наред с коридори IV, VIII и IX, той е един от четирите, минаващи през територията на България. Чрез планирания мост Видин-Калафат трябва да се осъществи връзката между коридор VII и коридор IV.
Дунав е втора по дължина река в Европа и е от първостепенно геополитическо значение за страните, през които минава: Германия, Австрия, Словакия, Унгария, Хърватия, Сърбия, Румъния, България, Украйна и, частично, Швейцария, Италия и Полша. Българският ѝ участък е 471 km и попада в участъка Долни Дунав – от Железни врата до устието, с което реката се влива в Черно море. На територията на България, по-големи дунавски пристанища има в Русе, Видин, Лом, Свищов, а по-малки – в Оряхово, Никопол, Тутракан и Силистра.
Въпреки че европейските коридори са установени през 1994 година, още от 1774 година започват да се уреждат чрез международни договори, конвенции и съглашения правилата, гарантиращи на всички страни свободното използване на реката и корабоплаване при спазването на определени правила за сигурност и безаварийност.
Различни структури се занимават с управлението на транспортните комуникации по паневропейски коридор VII. В рамките на Горен Дунав това е акционерното дружество „Рейн-Майн-Дунав“, със седалище в Мюнхен. От 1978 година функционира международното сдружение „Интерлихтер“ със седалище в Галац. С лихтерния си парк (лихтери, морски тласкачи, кораби-лихтеровози) то осигурява превози на товари с комбиниран речно-морски транспорт, т.е. между дунавските пристанища и морски пристанища, свързани с Дунав. Още през 1856 година е създадена Комисията за регулиране на корабоплаването по река Дунав със седалище в Будапеща. В България управлението на транспорта по Дунав се осъществява от Параходство „Българско речно плаване“ със седалище в Русе.
През годините са лансирани различни идеи и проекти за съединяване на речния канал Рейн-Майн-Дунав с други реки и посредством тях – с други морета. Сред тях са проектите за:
- свързване чрез плавателни канали на Дунав с реките Елба и Одер, с цел да се осъществи корабоплаването от Дунав до северните пристанища Хамбург на Северно море и Шчечин на Балтийско море.
- свързване на Дунав с Висла чрез река Варта и Бидгошкия плавателен канал, с цел да се осъществи връзката между Дунав и пристанището на Гданск (Балтийско море).
- свързване на Дунав чрез реките Морава и Вардар със Солун.
- свързване на Дунав с Черно море с канал Русе-Варна – Идеята за канал свързващ р. Дунав с Черно море е още от 20-те години на 20 век, а в 70-те години на века се обсъжда и планира сериозно. Спряна е поради високите разходи и бавната възвръщаемост на проекта. Според областния управител на Варна – Стоян Пасев, подобен проект би струвал над 3,6 млрд. лева, но подобен мащабен проект би имал значение не само за България, а за целия Европейски съюз. Над 50 години след като проектът, разработен от 3000 проектанта е прекратен, той намира привърженици българските управници за реализирането си и започва процедура по намирането на инвеститор и реализирането на проекта.